# Саевич, Григорий Ефимович
Григорий Ефимович Саевич (1936—2009) — советский и российский архитектор.
Член-корреспондент Международной академии архитектуры (2004). Лауреат Государственной премии СССР (1975). В 1990 году Г. Саевич был представлен к почётному званию «Заслуженный архитектор РСФСР» и был бы его удостоен, если бы направил по принадлежности материалы, характеризующие его творчество. Однако, по неизвестной причине он этого не сделал.

## Биография
Григорий Ефимович Саевич родился в Москве, окончил МАРХИ (1961).
Начиная с первой своей постройки — здания НИИ в северной промзоне Зеленограда (1962—1966), он входит в творческую команду создателей нового города, в котором утверждается модернистское движение советской архитектуры. В творческом сотрудничестве с Ф. А. Новиковым строятся 9-этажный жилой дом «Флейта» (1965—1970) и Московский институт электронной техники (1966—1971), формирующие центральное городское пространство. Ансамбль МИЭТа, удостоенный 1-й премии Всесоюзного смотра достижений советской архитектуры (1972), при всей своей новизне, живописной группировкой масс, мажорностью белых вставок в красном кирпиче, фигурными часами под сводом входного портала связан с традициями русского зодчества.
В комплексе Посольства СССР в Мавритании, городе Нуакшот (1974—1977) должная представительность соединилась с артистичной непосредственностью форм и стилевой общностью с культурой страны пребывания.
Утверждённые, но неосуществлённые проекты главных туристских центров в Самарканде и Бухаре (1980—1993), расположенные в соседстве с уникальными памятниками зодчества Узбекистана, отличаются гармоничным включением в историческую среду, единством масштаба, созвучием традиционных и современных форм и деталей.
Комплекс Дворца культуры тракторостроителей в Чебоксарах (1985—1995) интересен оригинальным диагональным решением, отвечающим особенностям местоположения.
В детском комплексе цирка животных — «Уголке Дурова» (1975—1980) — мастерски разыграна тема круглых объёмов, обогащённая скульптурными изображениями героев представлений.
По проекту Саевича в Москве построен выставочный зал музея Сахарова (2000), в период с 1993 по 2008 годы архитектор проектирует и строит несколько загородных частных особняков. Исполненные по преимуществу в характере постмодернизма, они отличаются стилевой цельностью и тонкостью разработки деталей.
Саевич — автор ряда монументальных произведений: памятников, мемориалов и надгробий. В их числе памятник Лермонтову в Москве (1965) и мемориальный комплекс в Горках-Ленинских (1979).
Участник множества конкурсов, он многократно отмечался премиями разного достоинства или получал право на реализацию проекта. Его кредо выражено утверждением «можно все, что талантливо» и грани его таланта проявлялись в проектах и постройках.
Похоронен в Москве на Головинском кладбище.

## Избранные проекты и постройки

### В Москве, Зеленограде и Подмосковье
- Здание НИИ северной промзоны Зеленограда (1962—1966; совместно с И. А. Покровским, М. Былинкиным, М. Н. Хажакяном и др.).
- Архитектурная часть памятника М. Ю. Лермонтову в Москве (1962—1966; совместно со скульптором И. Д. Бродским и архитекторами Н. Н. Миловидовым и А. В. Моргулисом).

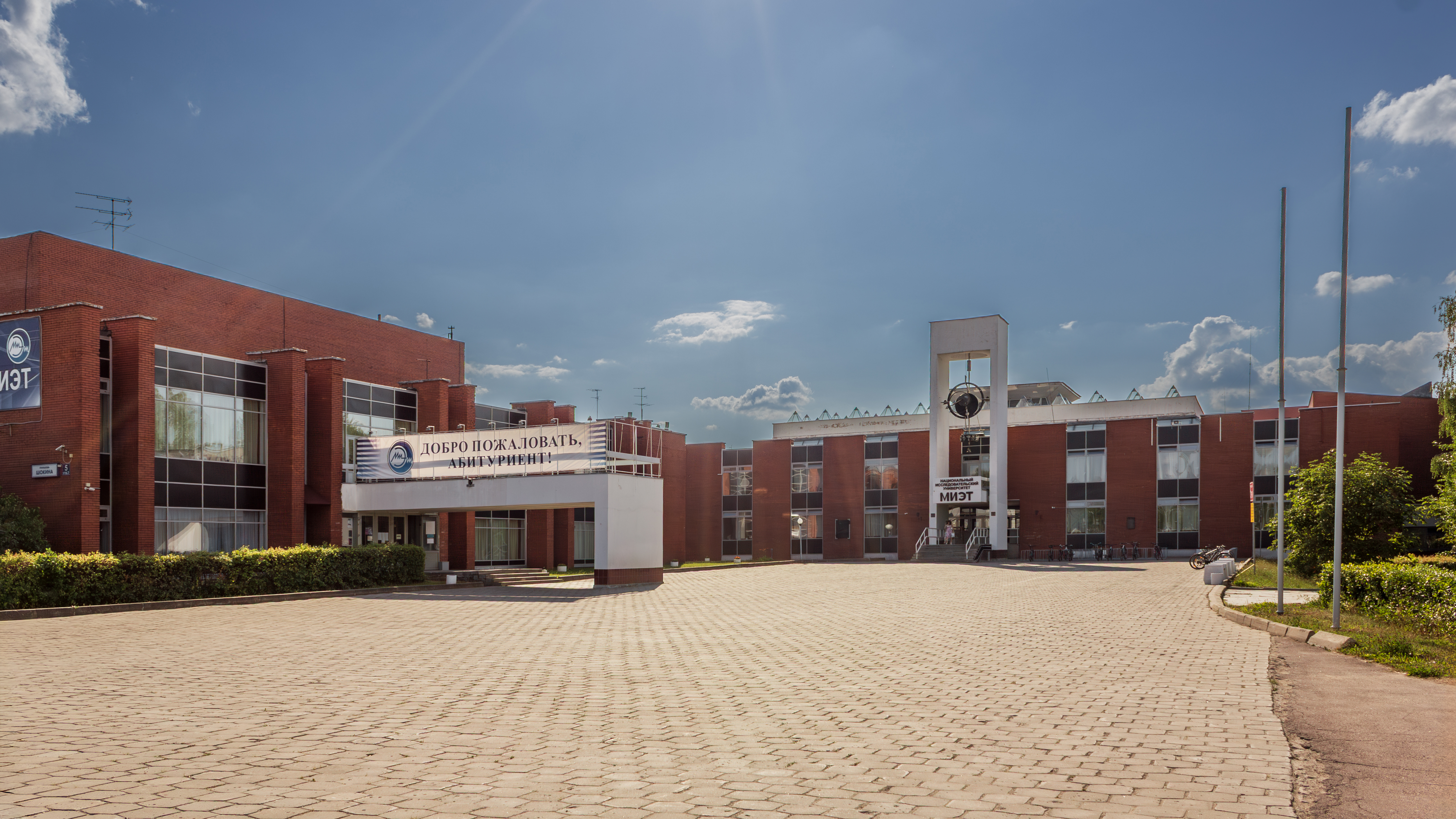
Клуб и главный корпус МИЭТ на площади Шокина в Зеленограде

- Проект застройки центра Зеленограда по эскизному проекту архитектора Б. В. Оськина, утверждённому Госстроем СССР (1965—1972; совместно с И. А. Покровским (руководитель авторского коллектива), А. Б. Болдовым, А. В. Климочкиным, Д. А. Лисичкиным, Ф. А. Новиковым, Ю. А. Свердловским).
- Конкурсный проект павильона угольной промышленности на ВДНХ СССР (1970; совместно с Ф. А. Новиковым) — 2-я премия.
- 9-этажный жилой дом «Флейта» в Зеленограде (1970; совместно с Ф. А. Новиковым, И. А. Покровским, инженером Ю. И. Ионовым).
- Конкурсный проект Дворца молодежи в Москве (1971; совместно с Ф. А. Новиковым) — 2-я премия.
- Московский институт электронной техники (МИЭТ) в Зеленограде, (1966—1971; совместно с архитектором Ф. А. Новиковым и инженером Ю. И. Ионовым).
- Проект застройки района «Сретенка — Колхозная площадь» (1972; совместно с Ф. А. Новиковым).
- Конкурсный проект павильона автомобильной промышленности на ВДНХ СССР (совместно с Ф. А. Новиковым) — 2-я премия.
- Мемориальный комплекс в Горках Ленинских (1979; совместно со скульптором И. Бродским и архитектором М. Былинкиным).
- Несколько зданий построены в Москве по проекту универсама из легких конструкций (1978—1980).
- Комплекс московского Театра зверей — Уголок Дурова (1975—1980).
- Выставочный зал музея Сахарова (2000).
- Памятник «Пронзённый Пегас» в Москве (2003; скульпторы Даниэль Митлянский и Галина Шилова).
- Частные особняки в Подмосковье — на Николиной Горе, в Малаховке, в селе Знаменское, на Катиной Горе, в Мамонтовке и др. (1993—2009)

Дворец культуры тракторостроителей в Чебоксарах

### В Волгограде и Чебоксарах
- Конкурсный проект Дома Советов в Волгограде (1971; совместно с Ф. А. Новиковым и В. Воронцовым) — 1-я премия.
- Дворец культуры тракторостроителей в Чебоксарах (1985—1995; совместно с Ф. А. Новиковым, В. Биндеманом, А. Игнатовым, Т. Чистовой, инженером Н. Чертовских).
- Архитектурная часть памятника И. Я. Яковлеву в Чебоксарах (1968—1970; совместно со скульптором Д. И. Народицким).

### В Узбекистане
- Проект главного туристского центра в Самарканде (1980—1983; совместно с Ф. А. Новиковым, М. Орловым, П. Андреевым, А. Игнатовым, Е. и И. Росляковыми, О. Таллер, Т. Чистовой, А. Шампаровым. Инженеры В. Лепский, Ю. Ионов, Н. Чертовских).
- Проект главного туристского центра в Бухаре (1980—1983; совместно с Ф. А. Новиковым, М. Орловым, В. Шером, Е. Бубновой, Ю. Волковым, А. Ивановым. Инженеры В. Лепский, Ю. Ионов, Е. Николаева).
- Проект пионерского лагеря в Чимгане (1984—1986; совместно с А. Игнатовым, И. Лихтенберг, Т. Чистовой).

### За пределами СССР
- Конкурсный проект университета в Козенце, Италия (1972; совместно с Ф. А. Новиковым, А. Климовым, А. Моргулисом).
- Конкурсный проект оперного театра в Софии, Болгария (1973; совместно с Ф. А. Новиковым, А. Моргулисом).
- Конкурсный проект Дома науки, культуры и техники в Улан-Баторе, Монголия (1975; совместно с Ф. А. Новиковым).
- Комплекс зданий посольства СССР в Мавритании, г. Нуакшот (1974—1977; совместно с Ф. А. Новиковым).
- Конкурсный проект здания ТЭТ ДЕФАНС в Париже, Франция (1983; совместно с Ф. А. Новиковым и В. Шером).

## Критика
- Архитектурное решение, выбранное для крыши главного корпуса МИЭТ (Зеленоград), способствует искусственному накоплению дождевой воды и снега, что вкупе с нарушением гидроизоляции в силу использования материалов с различными коэффициентами теплового расширения приводит к систематическим протеканиям[2][3].

## Награды и премии
- Государственная премия СССР (1975) — за архитектурные комплексы Зеленограда.